# Nygården
Nygården är en by i Garpenbergs socken i Hedemora kommun i Dalarna belägen sydväst om Garpenberg. SCB avgränsade bebyggelsen i Nygåden och dess kringområde som en småort 1995 och namnsatte denna till Hedemora 3. Sedan dess har befolkningen inte kommit upp i 50 invånare.